# Émile Vandervelde
Pour les articles homonymes, voir Vandervelde.

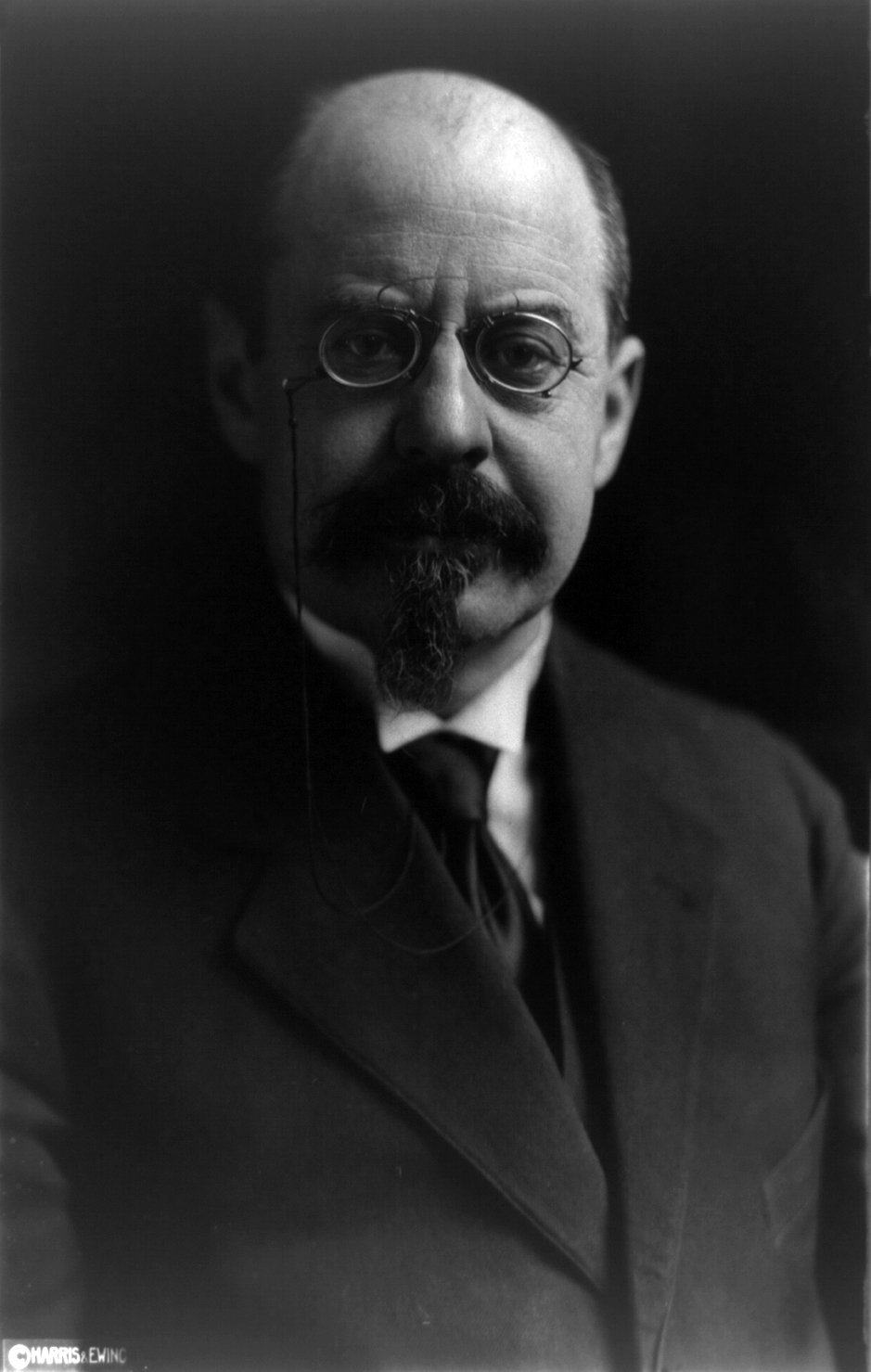
Émile Vandervelde en 1919.

Émile Vandervelde, né le 25 janvier 1866 à Ixelles où il est mort le 27 décembre 1938, est un homme politique socialiste belge, docteur en droit, en sciences sociales et en économie politique.

## Biographie
Émile Vandervelde est le fils d'Adèle Cardon et de Joseph Émile Vandervelde, un membre progressiste du barreau de Bruxelles. Le 15 février 1901, il épouse à Londres Charlotte Speyer (aussi surnommée Laïla) et, après en avoir divorcé, se remarie en 1927 avec Jeanne Beeckman à Paris. Vandervelde et sa première épouse étaient issus de milieux aisés.
Il fait des études secondaires aux Athénées d'Ixelles et de Bruxelles. En 1881, il s'inscrit en droit à l'Université libre de Bruxelles où il sympathise avec les idées du Parti libéral. En 1885, il obtient son diplôme en droit et, en 1888, celui de docteur en sciences sociales. En 1892, il est docteur en économie politique.

## Carrière politique
Il adhère au Parti ouvrier belge (POB) dès sa fondation en 1884, alors qu'il est encore étudiant et s'affilie à la Ligue ouvrière d'Ixelles. Dix ans plus tard, alors qu'il vient d'entamer sa carrière parlementaire, c'est lui qui propose le texte idéologique de base du POB, la Charte de Quaregnon.
Il est un fervent opposant à Léopold II et au pouvoir absolu dont il jouissait au Congo durant les années 1890. Le débat s'intensifia en 1906 et amena à l'annexion du Congo par la Belgique le 15 novembre 1908.
Il est élu député et représente Charleroi de 1894 à 1900, puis Bruxelles de 1900 à 1938. Il est président de la Seconde Internationale de 1900 à 1918.
Lors de la Première Guerre mondiale, il approuve la décision de résister à l'armée allemande bien qu'étant socialiste. Il entre dans le gouvernement d'Union sacrée en 1916 . Dès 1916, il devient membre du Conseil des ministres du gouvernement belge en exil en France, à Sainte-Adresse, puis ministre de l'Intendance de 1917 à 1918 jusqu'à la reconquête de territoire occupé, par les troupes belges et les alliés.
Il participe ensuite à la Conférence de la Paix à Paris comme membre de la délégation officielle belge. Au cours des négociations, il s'oppose à toute forme d'acquisition de territoire. En septembre 1920, il fait partie de la délégation (avec Camille Huysmans, Louis De Brouckère et sa femme, Ramsay MacDonald, Thomas Shaw, Mme Philip Snowden, Pierre Renaudel, Albert Inghels, Luise et Karl Kautsky) de l'Internationale Socialiste qui visite la République démocratique de Géorgie dirigée par le Parti social-démocratique de Géorgie.
Il reçoit le portefeuille de ministre de la Justice de 1918 à 1921 où il défend la réforme pénitentiaire, la lutte contre l'alcool, les droits syndicaux, les droits de la femme, etc.
Il est ensuite ministre des Affaires étrangères de 1925 à 1927 où il contribuera à l'élaboration du pacte de Locarno patronné par le premier ministre français Aristide Briand et le secrétaire d'état américain Frank Billings Kellogg.
Il participe en 1923 à la fondation de l'Internationale ouvrière socialiste, dont il est président jusqu'en 1938 et dont Friedrich Adler est le secrétaire. Son siège se trouva successivement à Londres, Zurich puis Bruxelles à partir de 1935. Il est l'instigateur de la politique de participation délibérée des partis socialistes aux gouvernements de coalition.
En 1933, date de la création de la fonction, il assure la présidence du Parti Ouvrier Belge (P.O.B.) et ce durant les cinq dernières années de sa vie. Ses principaux combats concernent l’instauration du suffrage universel et la démocratie sociale. Du point de vue théorique, il discutera beaucoup sur le rôle de l'État dans une société socialiste.
Il est de nouveau membre du Conseil des ministres de 1935 à 1936, ministre de la Santé publique de 1936 à 1937 dans le cabinet de Paul Van Zeeland. Pendant ces vingt années, les socialistes belges voient aboutir plusieurs des réformes politiques qu’ils avaient appelées de leurs vœux : 
- le suffrage universel d'une voix par électeur remplaçant l'ancienne formule d'un suffrage universel vicié par le suffrage plural;
- la liberté syndicale ;
- la journée de 8 heures ;
- la pension et l’assurance chômage ;
- la loi contre l'alcoolisme, dite « loi Vandervelde ».

La guerre civile espagnole de 1936 à 1939 crée une véritable scission entre deux générations socialistes belges. Henri De Man et Paul-Henri Spaak prônent la neutralité dans le conflit tandis que Vandervelde s'y oppose en dénonçant la menace grandissante du fascisme. À la suite de cela, il finit par démissionner du gouvernement.

## Carrière académique et varia
Il est professeur à l’Université libre de Bruxelles. Il collabore au Germinal, journal littéraire, artistique et social, au Mouvement social et à la Revue Rouge.
En 1913, il est nommé membre correspondant de la Classe des Lettres et des Sciences morales et politiques de l'Académie royale de Belgique, puis membre titulaire en 1929 et directeur de sa Classe en 1933.
Franc-maçon, il fut membre de la Loge Les Amis philanthropes du Grand Orient de Belgique, à Bruxelles.
Ses archives personnelles sont consultables à la bibliothèque et au centre d'archives de l'Institut Émile Vandervelde au boulevard de l'Empereur à Bruxelles. Le réalisateur Henri Storck relate dans Le patron est mort, l'un de ses films militants, l'annonce de sa mort, ses obsèques et l'émotion de la classe ouvrière belge.
Il est inhumé au Cimetière de Bruxelles à Evere.

## Distinctions et hommages
Il est nommé ministre d'État en août 1914 par le roi Albert Ier. Un monument avec un buste à son effigie, œuvre de Dolf Ledel, a été érigé en 1933 à Anderlecht.
Son nom a été donné à une avenue à Bellaire, Woluwe-Saint-Lambert, Orp-le-Grand, Châtelet, Grâce-Hollogne, Waremme et Niel, à une rue à Anderlecht, Monceau-sur-Sambre, Fleurus, Fléron, Nivelles, Mons, Liège,Wanze, Leuze-En-Hainaut, Marche-lez-Écaussinnes et Boom et à une place à Ciney, Saint-Nicolas, Virton. Waterloo et à Dour.
Il a reçu la distinction suivante :
- Grand-croix de la Légion d'honneur en 1925 (France).

## Ouvrages
- Institutions patronales: Exposition universelle de Paris 1889 section d'économie sociale (1889)
- Enquête sur les Associations professionnelles d'artisans et d'ouvriers en Belgique (1891) : tome 1 lire en ligne et tome 2 lire en ligne
- L'université d'Upsal (1892) lire en ligne
- L'île de l'Occident (1892) lire en ligne
- La décadence du capitalisme. Conférence donnée au jeune Barreau de Bruxelles le 7 avril 1892  (1892, réédité en 1902) lire en ligne (traductions : édition italienne  La decadanza del capitalismo (1894) et édition néerlandaise  Het verval van het Kapitalisme : voordracht Gehouden voor de jonge Balie te Brussel, op 7 April 1892 (1902) lire en ligne)
- Parasitisme organique et parasitisme social  avec Jean Massart (1893, réédité en 1898) lire en ligne (tradution : édition anglaise Parasitism organic and social  (1895) lire en ligne et édition italienne  Parassitismo organico e parassitismo sociale (1895))
- Au Montenegro (1893) lire en ligne
- Le collectivisme première partie (1893) lire en ligne
- Le collectivisme deuxième partie  (1893) lire en ligne
- Histoire du socialisme et de la coopération dans le centre (1894)
- Leve de commune  (1895)
- La commune de Paris : conférence faite à la maison communale de Marcinelle le 21 avril 1895 (1895)
- Lettre collectiviste au Courrier de Bruxelles (1895)  lire en ligne
- Vive la commune (1896) lire en ligne
- Le socialisme agricole : Discours prononcé à la Chambre (1896) lire en ligne
- L'Évolution industrielle et le collectivisme (1896). Réédité en 2008 sous le titre Le Collectivisme et l'évolution industrielle.
- Les lois sociales en Belgique : Discours prononcé le 12 mars 1897 (1897) En ligne: lire en ligne
- Le Parti Ouvrier et l'alcool (1897) 4ème édition en ligne (1902): lire en ligne
- L'Évolution régressive: en biologie et en sociologie (1897) lire en ligne
- La Question agraire en Belgique (1897) lire en ligne
- Les noces d'or du socialisme international  (1898) lire en ligne
- L'Enquête agricole  (1898)
- Vers le collectivisme (1898) lire en ligne (traduction : édition néerlandaise Naar het collectivism of socialism. Wenken voor den propagandist (1898, réédité en 1902 en ligne)
- Le Parti Ouvrier et la religion  (1898) lire en ligne
- L'influence des villes sur les campagnes: monographies locales La Hulpe (1898)
- Le Socialisme en Belgique, avec Jules Destrée (1898). Paris, V. Giard & E. Brière, 2e édition, 1903 lire en ligne
- L'Alcoolisme et le conditions du travail en Belgique (1899)
- Le socialisme et la transformation capitaliste de l'agriculture (1899)
- L'influence des villes sur les campagnes : la propriété foncière dans les provinces du Luxembourg, de Namur, de la Flandre Orientale et de la Flandre Occidentale; [suivi de] La propriété foncière dans les provinces d'Anvers et de Limbourg (1899)
- La Propriété foncière en Belgique (1900) lire en ligne
- L'alcoolisme et les conditions du travail: conférence  (1900)
- Le collectivisme et l'Évolution industrielle (1900)
- L'Université nouvelle de Bruxelles: Institut des Hautes Études et Faculté des Sciences sociales (1900)
- Collectivism: and industrial evolutionbied (1901)
- Pour les Boers: les camps de reconcentration: Discours fait à la Chambre des Représentants le 10 décembre 1901  (1901)
- Pour le suffrage universel. Consultation populaire. Discours de Emile Vandervelde et de V. Vandewalle  ([1901])  lire en ligne
- Voor de boers: De folterkampen: Redevoering uitgesproken in Kamerzitting van 10 December 1901  (1902)  lire en ligne
- Cooperazione e Socialismo (1902)
- L'État et les charbonnages (1902) lire en ligne
- Essais sur la question agraire en Belgique, Paris, Éditions du Mouvement socialiste, 1902, 210 p. (lire en ligne)
- L'Exode rural et le retour aux champs (1903) lire en ligne
- Vive la Commune ! (1903) lire en ligne
- Socialisme et suffrage universel: Conférence-type (1903) lire en ligne
- De Staat en de Koolmijnen (1903)
- Le collectivisme et l'évolution industrielle, Paris, Société nouvelle de librairie et d'édition, 1904, 285 p. (lire en ligne)
- La doctrine collectiviste à la Chambre (1904)
- La tactique du Patri Ouvrier pour la bataille de mai 1904 (1904)
- Vingt ans après! : lettre ouverte aux travailleurs belges (1905)
- Le Socialisme et l'agriculture (1906)
- Essais socialistes: l'alcoolisme - la religion - l'art (1906) lire en ligne
- Le socialisme et l'agriculture : cours professé en 1906 à l'Université nouvelle de Bruxelles (1906)
- Les Crimes de la colonisation capitaliste (1906) ; texte procuré en ligne par Wikisource : s:Les Crimes de la colonisation capitaliste
- Le Socialisme et la Religion, Gand, SC Volksdrukkerij, 1907 (lire en ligne)
- Le martyre des congolais: rien de changé au Congo  (1907)
- Le socialisme agraire : ou Le collectivisme et l'évolution agricole, Paris, V. Giard & E. Brière, 1908, 487 p. (lire en ligne)
- Les derniers jours de l'État du Congo : Journal de voyage (Juillet Octobre, 1908), Paris, Édition de la Société Nouvelle, 1909, 198 p. (lire en ligne)
- Prose pour Jean Prolo (1908)
- La Grève générale (1908)
- Impressions d'Amérique (1909)
- Le droit de grève: cours professé à l'École des Hautes Études sociales (1909)
- Les Neuf Soirées des Trois Couleurs sous le pseudonyme de Tala-Tala (1909) lire en ligne
- Les socialistes et les bons templiers (1910) lire en ligne
- Les avantages de la propriété communale (1910)
- Les dix dernières années du règne de Léopold II : 1900-1910 (1910)
- Les socialistes dans le récent débat scolaire  (1910)
- La Belgique et le Congo : Le passé, le présent, l'avenir, Paris, Félix Alcan, 1911, 272 p. (lire en ligne)
- Le Socialisme contre l'État (1911)
- L'action socialiste : lettre à la gazette de Bruxelles (1911)
- Le Parti Ouvrier et les prochaines élection (1911)
- Les  socialistes et les bons templiers (1912)
- Le vote plural renversé  (1912)
- La liberté syndicale: et le personnel de l'État en Belgique  (1913)
- La coopération neutre et la coopération socialiste  (1913) lire en ligne
- Ce qu'il faut lire pour devenir un militant socialiste (1913)
- La grève générale en Belgique (avril 1913)  (1914)
- La Belgique envahie et le socialisme international, Paris, Berger-Levrault, 1917, 234 p. (lire en ligne)
- Stockholm 1917 : Mémoire avec Louis De Brouckère (1917)
- Le Socialisme contre l'État, Paris, Berger-Levrault, 1918, 176 p. (lire en ligne)
- Trois aspects de la Révolution Russe: 7 mai- 25 juin 1917 (1918) lire en ligne
- Dans la Mêlée  (1919). lire en ligne
- Le collectivisme: et l'Évolution industrielle (1921)
- Les trois promesses du Bolchévisme (1921)
- Le procès des socialistes révolutionnaires à Moscou (1922)
- Avant le procès de Moscou : notes au jour le jour (1922)
- Le procès de Moscou et l'internationale ouvrière socialiste (1922)
- La nation armée: La réorgarnisation militaire - propositions de loi  (1922)
- Réalisations socialistes: Notre action d'après-guerre (1923)
- Le livre rouge: Choix de Lectures destinées à l'enseignement populaire (1923)
- Le suffrage des femmes : Maintenant ou plus tard?  (1923)
- La loi sur l'alcool: et ses résultats?  (1924)
- Le problème des répartitions et les socialistes (1924)
- Les Balkans et la paix (1924)
- Aux pays des fraises: études monographique (1924)
- Le Parti Ouvrier belge 1885-1925: vers la souveraineté du travail (1925)
- Le socialisme en Europe depuis dix ans  (1925)
- Jaurès et ses contemporains (1925)
- Vers la souveraineté du travail: le cinquantenaire du Parti Ouvrier belge 1885-1925 (1925)
- Les intellectuels et le Parti Ouvrier belge  (1926)
- La politique international de la Belgique (1928)
- Le Marxisme a-t-il fait Faillite? (1928)
- La psychologie du socialisme: à propos des trois livres récents Karl Kautsky, N. Boukharine et Henri de Man (1928)
- Le Pays d'Israël (1929). lire en ligne
- Pour l'union de tous les travailleurs: le Parti Ouvrier aux intellectuels (1929) lire en ligne
- Journalisme socialiste  (1929)
- Etudes Marxistes  (1929)
- Ce qu'il s'est passé en chine depuis mon voyage en Extrême-Orient (1930)
- À travers la révolution chinoise. Soviets et Kuomintang, Bruxelles, L'églantine, (1931). lire en ligne
- Le néo-capitalisme et travaillisme aux États-Unis (1932)
- L'Alternative : capitalisme d'État ou socialisme démocratique (1933). lire en ligne
- Le cinquantenaire du Parti Ouvrier belge 1885-1935 (1936)
- Note sur Hector Denis (1937)
- Ce que nous avons vu en Espagne (1938)
- Souvenir d'un militant socialiste (1939). lire en ligne